# بيراتوري
بيراتوري هي بلدية في اليابان، وبلدة في اليابان، تقع في مقاطعة سارو، بلغ عدد سكانها 5,147 نسمة وذلك حسب إحصائيات سنة 2018، تبلغ مساحتها 743.16 كيلومتر مربع.

## أعلام
- ريو فوكوي